# Taller Mariano Acosta
El Taller Lacarra (también denominado Taller Central Metrovías o Central Mariano Acosta) es un taller ferroviario que da servicio al Subte de Buenos Aires y al Premetro. El predio está ubicado en Autopista Dellepiane y Lacarra, entre los barrios porteños de Flores y Villa Soldati. Su construcción estaba a cargo del Estado nacional como parte de la prolongación de la línea E, aunque la obra fue terminada posteriormente por el Gobierno de la Ciudad de Buenos Aires mediante Subterráneos de Buenos Aires. En el taller, se realiza el mantenimiento, limpieza y reparaciones del material rodante de la Línea E. También se preveía la construcción de una estación en el lugar, cercano a la terminal de ómnibus Dellepiane. Cerca del taller se encuentra la estación homónima del Premetro.

## Origen
El taller se originó cuando en el contrato de concesión que se otorgó a Metrovías la explotación del Subte (a partir de enero de 1994) se estipulaba que la empresa debía construir un taller central en el predio ya mencionado. Para ello, a fines de la década de 1990, Metrovías inició las tareas de extensión del túnel con salida a superficie, pero un desmoronamiento del suelo y un derrumbe en la obra obligó a suspender los trabajos hasta que se reanudaron en 2006.
Este taller será construido al aire libre y su objetivo está orientado a ser el centro neurálgico de las reparaciones y de las tareas de mantenimiento de toda la flota de la red, ya que los subterráneos porteños no poseen, a diferencia de las líneas de ferrocarriles de superficie, talleres de relevancia donde se puedan realizar trabajos de gran magnitud. Actualmente, el taller posee antiguas carrocerías y coches La Brugeoise, Siemens y CAF-General Electric Española radiados.
El acceso al taller se realizará desde un túnel de vía doble de 1.250 m partiendo de la estación Plaza de los Virreyes, correspondiente a la línea E. Además, el taller facilitará el mantenimiento de la flota, evitándose la realización de esta tarea en distintos puntos de la Red y la salida a superficie de algunos trenes hacia el Taller Polvorín (el cual será desafectado de sus funciones, una vez finalizado el taller central).
Parte del predio fue cedido en 1986, gratuitamente y con carácter provisorio, al Club Atlético Huracán, que  construyó el campo de deportes La Quemita. La cesión del predio venció en 2011, y el Gobierno de la Ciudad, a través del Plan Maestro Comuna 8, pretende construir en 1,7 ha (de las 14,7 que tiene el predio) una futura Terminal de Ómnibus de media y larga distancia, cuya obra finalizaría a mediados de 2014. También se contempla la construcción del taller. El club planteó objeciones al proyecto y propuso, sin brindar ningún informe técnico, realizar el taller en otro sitio, y renovar la cesión del predio por un periodo de 20 años más.